# روث غيليت
روث غيليت (بالإنجليزية: Ruth Gillette)‏ هي ممثلة أمريكية، ولدت في 16 أغسطس 1904 في شيكاغو في الولايات المتحدة، وتوفيت في 13 مايو 1994 في لوس أنجلوس في الولايات المتحدة بسبب سرطان.

## وصلات خارجية
- روث غيليت على موقع IMDb (الإنجليزية)
- روث غيليت على موقع قاعدة بيانات برودواي على الإنترنت (الإنجليزية)
- روث غيليت على موقع قاعدة بيانات الفيلم (الإنجليزية)